# Rhynchostegiella menadensis
Rhynchostegiella menadensis är en bladmossart som beskrevs av Edwin Bunting Bartram 1933. Rhynchostegiella menadensis ingår i släktet nålmossor, och familjen Brachytheciaceae. Inga underarter finns listade i Catalogue of Life.